# Stazione di Santhià
La stazione di Santhià è una stazione ferroviaria della linea Torino-Milano al servizio dell'omonima città; da essa si diramano le ferrovie Santhià-Biella e la Santhià-Arona, quest'ultima chiusa al traffico dal 2012.

## Storia
La stazione entrò in funzione l'8 settembre 1856, con l'inaugurazione della linea Santhià-Biella, mentre il tronco Torino-Novara della ferrovia Torino-Milano fu inaugurato il 20 ottobre (circa due mesi dopo). Dal 16 gennaio 1905 fu aperto il tratto Santhià-Borgomanero della linea Santhià-Arona.
Dal 2001 la gestione dell'intera linea, e con essa quella della stazione di Santhià, passò in carico a Rete Ferroviaria Italiana la quale ai fini commerciali classifica l'impianto nella categoria "Silver".
Dal 17 giugno 2012 fu sospeso il traffico sulla linea Santhià-Arona

## Strutture e impianti

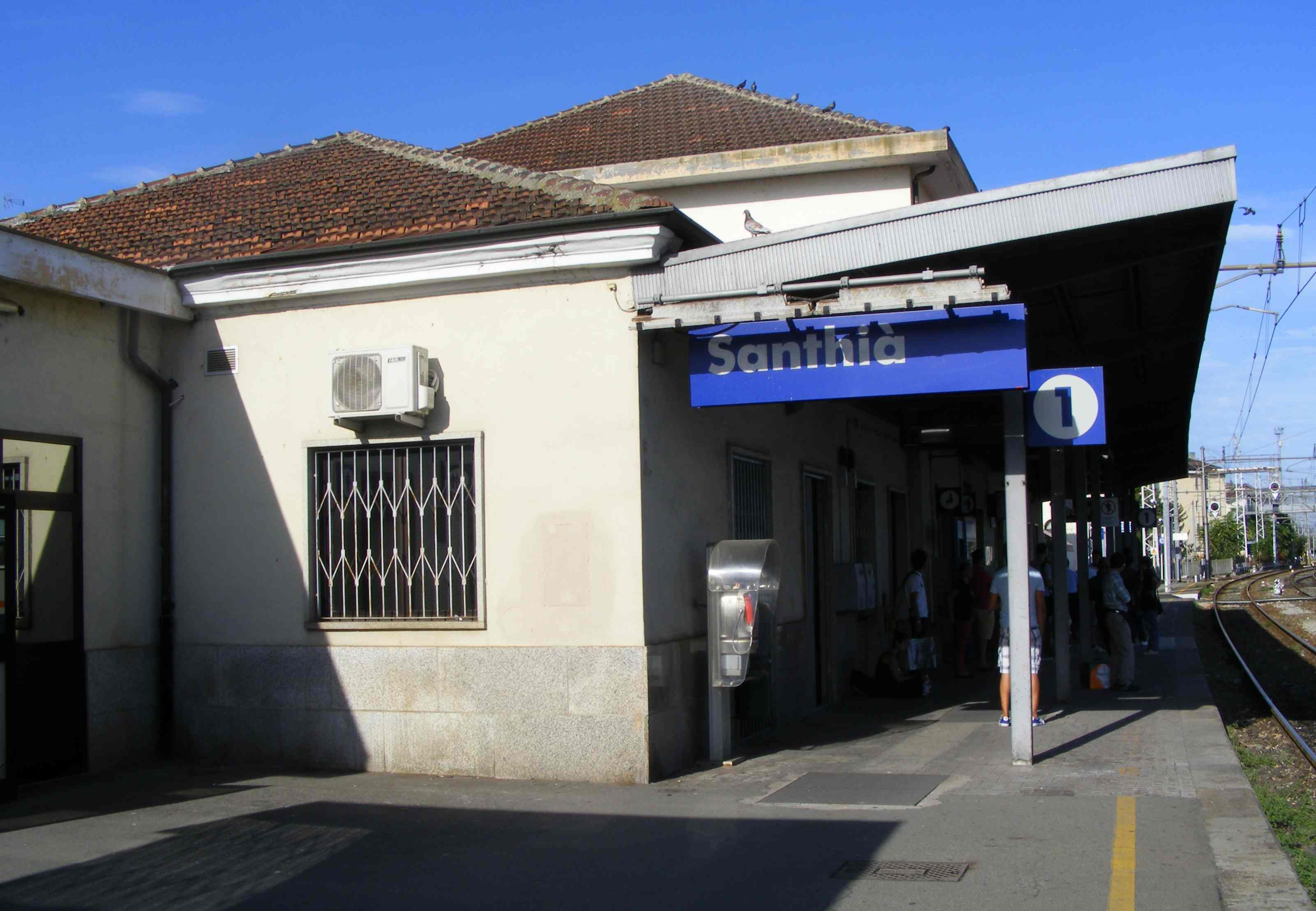
La stazione dal lato dei binari

La stazione è dotata di tredici binari passanti, di cui i primi 5 sono destinati al servizio passeggeri, provvisti di banchine dotate di copertura e collegate da un sottopassaggio; mentre i restanti sono di servizio, usati in particolar modo per il ricovero di treni merci, mezzi da cantiere o materiale rotabile non in servizio. La maggior parte del traffico si svolge sui binari 3-4 di corretto tracciato della linea Torino-Milano, di cui il terzo per i treni in senso di marcia "dispari" verso Milano e il quarto di marcia "pari" verso Torino. Sui primi due binari hanno origine le corse per Biella e sul 2^ quelle per Arona (sospesa dal 2012), oltre a consentire le precedenze ai treni in senso di marcia verso Milano. Il 5º binario è utilizzato per le precedenze dei treni sulla Torino-Milano in entrambi i sensi di marcia, mentre in passato era accessibile anche dalle diramazioni verso Biella e Arona. A partire da novembre 2017 sono stati temporaneamente smantellati i binari 10 e 11, per creare un piazzale di carico e scarico della ghiaia per il rinnovamento della massicciata della linea Santhià-Biella.

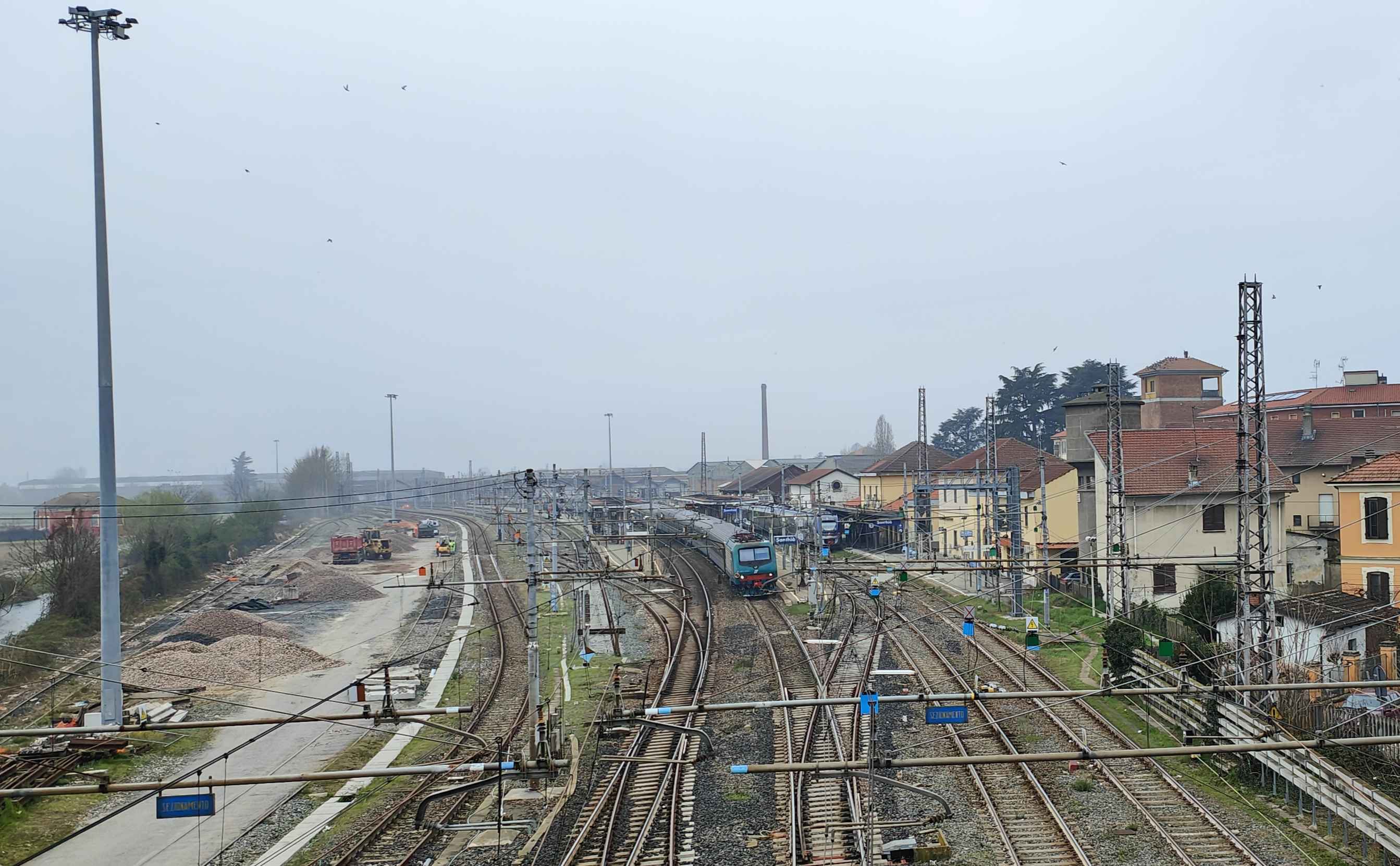
Panorama del fascio binari

Il fabbricato viaggiatori è a due piani; per quanto concerne l'aspetto originario risulta pesantemente modificato dalle ultime recenti ristrutturazioni esterne e interne.
Ospita l'ufficio movimento e i servizi ai viaggiatori quali: biglietteria e sala d'attesa. Accanto al FV è presente l'ex bar della stazione, che si estrude anche dalla parte dei binari, in direzione Biella.
Nei pressi della stazione (in direzione Torino), è presente fin dal 1901 la sede delle Officine Magliola chiuse nel 2018, che operavano nel settore di costruzione e riparazione dei veicoli ferrotranviari. Ogni anno veniva inviato in ricovero un gran numero di treni, che necessitavano di revisioni e riparazioni, oltre all'adeguamento dei sistemi di sicurezza.
In direzione di Milano, erano presenti anche il Caffè ristoratore e il Ferrhotel.

## Servizi
La stazione, che RFI classifica nella categoria "Silver", dispone di:
- Biglietteria a sportello
- Biglietteria automatica
- Sala d'attesa
- Servizi igienici
- Bar
- Sottopassaggio
- Distributori automatici
- Polizia ferroviaria
- Cabina telefonica
- Edicola
- Schermi digitali per arrivi e partenze treni
- Annunci sonori per arrivi e partenze treni

## Interscambi
- Fermata autobus
- Stazione taxi

Fra il 1882 e il 1933 di fronte alla stazione era possibile l'interscambio con i convogli in servizio sulla tranvia Ivrea-Santhià.